# Campetto Stamura 1920
Il Campetto Stamura, in precedenza noto solo come Stamura Ancona e conosciuto come Luciana Mosconi Ancona fino al 2023 per ragioni di sponsorizzazione, è un club cestistico italiano di Ancona.
Vanta un passato in Serie A fra gli anni quaranta e gli anni sessanta del XX secolo.
È una delle otto società sportive che prese parte al Campionato italiano del 1920, il primo ufficialmente riconosciuto dalla Federazione Italiana Pallacanestro, e una delle quattordici che disputò la prima edizione della Coppa Italia nel 1968.

## Storia
Fondata nel 1920, la Stamura Ancona è una delle società cestistiche pioniere della pallacanestro italiana, tanto che nell'anno della fondazione prese al Primo Campionato italiano ufficialmente riconosciuto dalla Federazione Italiana Pallacanestro ed è, insieme alla Reyer Venezia, l'unica società ancora attiva fra le otto che vi presero parte.
Negli anni trenta il movimento cestistico anconetano venne a mancare e non si hanno notizie della Stamura fino al 1945, quando partecipa al Campionato italiano 1945-1946, il primo dopo la pausa dovuta alla Seconda Guerra Mondiale.
Anche nella stagione sportiva a seguire partecipa alla massima serie della pallacanestro nazionale, questa volta tornato alla precedente denominazione di Serie A.
Torna a disputare la Serie A nella stagione 1950-1951, retrocedendo subito nella serie cadetta.
Dalla stagione 1956-1957 alla stagione 1964-1965 prende parte continuativamente al campionato di Serie A (nel frattempo divenuto secondo livello del campionato italiano) per poi tornare a disputare, in maniera più o meno stabile, la Serie B fino alla fine degli anni ottanta.
Nel 1968 partecipa alla prima edizione della Coppa Italia e, complice l'assenza della società veneziana, diviene l'unica società ad aver disputato sia il primo Campionato italiano che la prima Coppa Italia.
Durante tale manifestazione vince (a tavolino) gli ottavi di finale contro la Libertas Livorno per poi venire eliminata ai quarti dai Roseto Sharks.
Nella prima metà degli anni 2000 la Stamura partecipa a cinque edizioni consecutive della Serie B d'Eccellenza finché, nella stagione 2006-2007 retrocede in Serie C.
Nella stagione 2012-2013 fa una breve comparsa in un campionato di caratura nazionale, disputando la Divisione Nazionale B, retrocedendo subito nei campionati regionali.
Dopo 12 anni di assenza, nella stagione 2018-2019, torna a disputare il campionato di Serie B dopo essersi fusa nel 2017 con un'altra realtà cestistica cittadina, il Campetto Basket. Il 15 giugno 2020 viene ufficializzato che Gianmaria Vacirca è il nuovo general manager della società dorica.
Nel luglio 2023, la società Campetto Basket Ancona (appena retrocessa dalla Serie B unica alla Serie B Interregionale) annuncia il ritorno della storica denominazione Stamura Basket tramite passaggio del titolo sportivo.

## Colori e simboli
I colori della Stamura Ancona sono il bianco ed il verde ed il simbolo della società è Stamira (o Stamura, da qui il nome), l'eroina che salvò la città di Ancona dall'invasione di Federico Barbarossa nel 1173.
Dall'unione con la società sportiva Il Campetto, nel nuovo logo della squadra compare un felino dagli occhi verdi.

## Sponsor ufficiali
- 1968 - 1969 : Farfisa
- 1970 - 1971 : Ceramital
- 1971 - 1972 : Dorica Plastic
- 2002 - 2004 : Aethra Telecomunicazioni
- 2004 - 2007 : Banca Marche
- 2012 - 2013 : Globo
- 2018 - 2023 : Luciana Mosconi

## Palazzetto

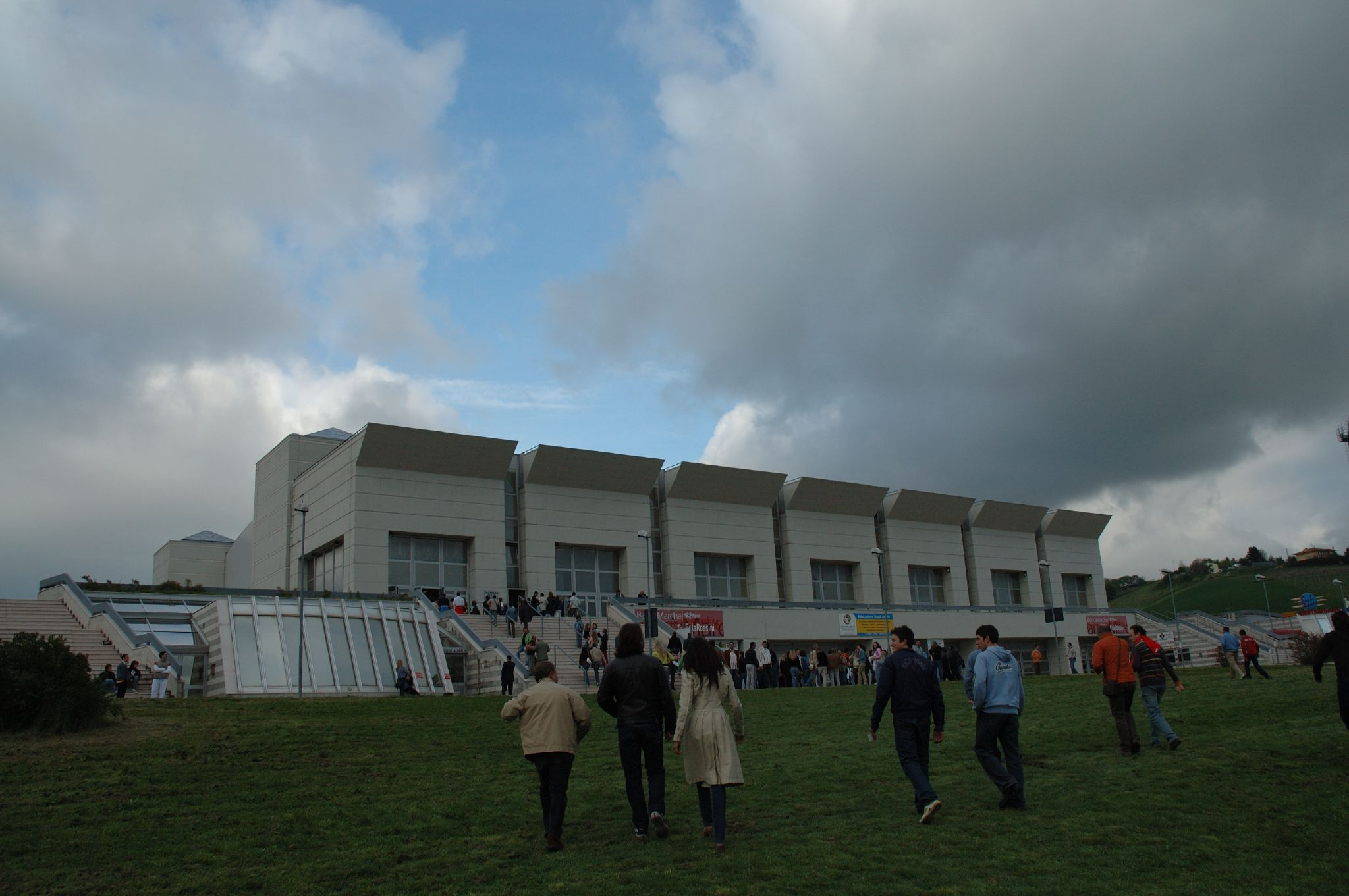
Veduta esterna del PalaRossini

La squadra gioca le partite casalinghe al PalaPrometeo Estra "Liano Rossini", una struttura polifunzionale realizzata nel 1992.
Il palasport ha una capienza estensibile a seconda della tipologia dell'evento proposto e della sistemazione delle strutture, e può arrivare ad ospitare fino a 5066 persone, il che lo rende il 30° palasport d'Italia per capienza.

## Roster 2023-2024
| Campetto Stamura 2023-2024 | Campetto Stamura 2023-2024 |
| Giocatori                  | Staff tecnico              |
| -------------------------- | -------------------------- |

| N. | Naz.                                     | Ruolo | Nome               | Anno | Alt.   | Peso  |  |
| -- | ---------------------------------------- | ----- | ------------------ | ---- | ------ | ----- |  |
| 3  | Italia (bandiera)                        | AG    | Michele Bora       | 2006 |        |       |  |
| 4  | Italia (bandiera)                        | AG    | Riccardo Monaco    | 2006 |        |       |  |
| 7  | Italia (bandiera)                        | AG    | Matteo Virgili     | 2006 |        |       |  |
| 8  | Italia (bandiera)                        | P     | Daniele Filippetti | 2006 |        |       |  |
| 9  | Italia (bandiera)                        | G     | Niccolò Piccionne  | 2005 |        |       |  |
| 10 | Italia (bandiera)                        | AP    | Francesco D'Agnano | 2005 | 190 cm | 85 kg |  |
| 11 | Slovenia (bandiera)                      | AP    | Tadej Kumer        | 2005 | 193 cm |       |  |
| 14 | Mali (bandiera) · Italia (bandiera)      | C     | Sega Tamboura      | 2005 | 204 cm |       |  |
| 15 | Italia (bandiera)                        | C     | Pietro Barletta    | 2005 | 207 cm |       |  |
| 21 | Argentina (bandiera) · Italia (bandiera) | C     | Matias Zanotto     | 2005 | 200 cm |       |  |
| 25 | Italia (bandiera)                        | AP    | Andrea Paoletti    | 2005 | 188 cm |       |  |
| 34 | Mali (bandiera) · Italia (bandiera)      | C     | Mamadou Diop       | 2005 | 205 cm |       |  |
| 53 | Italia (bandiera)                        | P     | Matteo Balducci    | 2005 |        |       |  |

| Allenatore                                                                            |
| - Gian Marco Petitto                                                                  |
| Assistente/i                                                                          |
| - Gabriele Ruini - Vincenzo Mele Legenda - (C) Capitano - (IN) Inattivo - Infortunato |

## Record e statistiche
- Stagioni in Serie A: 4
- Partite disputate: 38
- Partite vinte: 12
- Partite perse: 25
- Partite pareggiate: 1
- Percentuale di vittorie: 31,57%

Coppe italiane

- Partecipazioni alla Coppa Italia: 3
- Partite disputate: 6
- Partite vinte: 3
- Partite perse: 3
- Percentuale di vittorie: 50,00%

## Palmarès

### Altri piazzamenti
- Campionato di Serie B:

secondo posto: 1949-1950, 1955-1956

## Settore giovanile
Il settore giovanile stamurino è da sempre uno dei migliori nel panorama cestistico della regione Marche insieme a quello della Victoria Libertas Pesaro. Fin dagli anni '60 ha prodotto (e sta continuando a produrre) talenti di caratura nazionale come Fernando Fattori, medaglia d'argento ai V Giochi del Mediterraneo con la Nazionale Italiana, Massimo Lucarelli, vincitore della Coppa dei Campioni con la Pallacanestro Varese, e Achille Polonara, uno degli attuali pilastri della pallacanestro italiana. Inoltre molti atleti che hanno militato nel settore giovanile biancoverde hanno vestito le divise della varie selezioni under della Nazionale Italiana.
Titoli giovanili
- Campionato italiano giovanile: 1

Under 16 3x3: 2019
- 1968-1974 - Fernando Fattori
- 1972-1980 - Massimo Lucarelli
- 1979-1980 - Giorgio Panzini
- 1993-1994 - Piero Coen
- 2008-2009 - Simone Centanni
- 2008-2019 - Achille Polonara
- 2010-2018 - Andrea Traini
- 2012-2013 - Lorenzo Panzini
- 2015-ora - Michele Serpilli
- 2015-ora - Alessandro Pajola